# 루페오사우루스

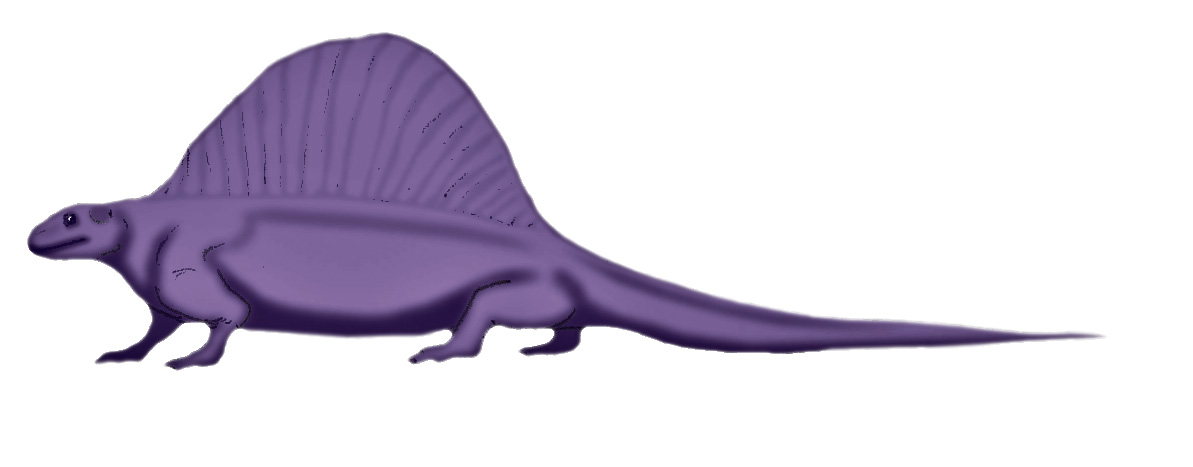

루페오사우루스(학명:Lupeosaurus kayi)는 반룡목 에다포사우루스과에 속하는 도마뱀이다. 지금은 멸종된 종으로서 전체적인 몸길이가 3m인 거대한 도마뱀에 속한다.

## 특징
루페오사우루스는 에다포사우루스과에 속하는 멸종된 펠리코사우루스류의 한 속이다. 루페오사우루스는 몸길이가 약 2.5-3.3미터였고 무게는 약 166킬로그램이었다. 루페오사우루스는 에다포사우루스과에 속하는 종인만큼 등에는 체온을 조절할 수가 있는 돛이 달려 있으며 몸통인 부분이 매우 크다. 또한 앞다리와 뒷다리도 크게 발달되어 있다. 양턱에는 총 15~20개의 뾰족한 톱니 모양의 이빨을 가지고 있다. 먹이로는 당대에 서식했던 곤충, 절지동물, 무척추동물, 작은 동물을 주로 잡아먹고 살았을 육식성의 도마뱀으로 추정되는 종이다.

## 생존시기와 서식지와 화석의 발견
루페오사우루스가 생존했었던 시기는 고생대의 석탄기로서 지금으로부터 3억 5920만년전~2억 9900만년전에 생존했었던 종이다. 생존했었던 시기에는 북아메리카를 중심으로 하여 당시에 존재했었던 초원, 산림에서 주로 서식했었던 도마뱀이다. 화석의 발견은 1937년에 북아메리카의 석탄기에 형성된 지층에서 미국의 고생물학자인 앨프리드 로머에 의하여 처음으로 화석이 발견되어 새롭게 명명된 종이다.